# پرو دا کوویلیا
پدرو (Pedro) یا پرو دا کوویلیا (Pêro da Covilhã) (زادهٔ حدود ۱۴۶۰ – درگذشتهٔ بعد از ۱۵۲۶)، که گاهی به صورت Pero de Covilhăo نیز نوشته می‌شود، سیاستمدار و کاوشگر پرتغالی بود.
او از بومیان کوویلیا در بیرا بود. در اوایل زندگی‌اش به کاستیل رفت و به خدمت دون خوان دی گوزمان، برادر انریکه دی گوزمان، دوک دوم مدینا سیدونیا درآمد. او بعدها، زمانی جنگی ناگهانی میان کاستیل و پرتغال درگرفت، به کشورش بازگشت و در ابتدا به عنوان داماد و بعداً به عنوان نوچه به آفونسوی پنجم پرتغال و جانشین او، ژوائو دوم ملحق شد. کوویلیا در سال ۱۴۸۷ در سفرهای اکتشافی‌اش از طریق خشکی به هند رسید و در آنجا به تجارت با هندی‌ها و عرب‌ها پرداخت و در نهایت به اتیوپی رسید. زمانی که پرتغال به عنوان بهترین مرکز دنیا برای جغرافیا و مسیرهای تجاری شناخته شد، روایت مفصل او خوانندگان زیادی در لیسبون پیدا کرد.

## سفر به شرق

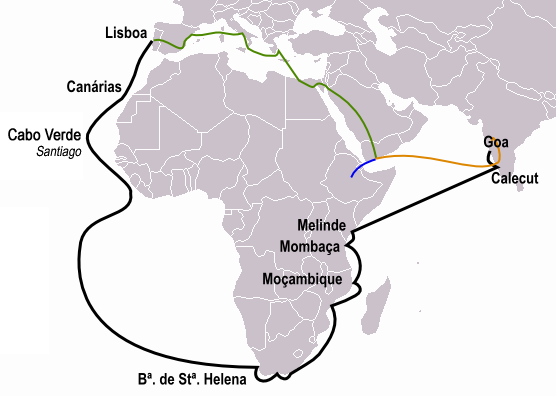

کوویلیا فردی ماجراجو بود که در خانواده‌ای فقیر متولد شد، اما بعدها به یک شمشیرزن زبردست و خادم وفادار امپراتوری پرتغال تبدیل شد. تسلط او به عربی و کاستیلی باعث شد که او به عنوان جاسوس به اسپانیا برود و همچنین مذاکراتی سری را در کراکش به نمایندگی ژوائو دوم انجام دهد. موفقیت‌های کوویلیا پادشاه را مجاب کرد تا او را به همراه آفونسو دی پایوا به مأموریتی برای اکتشاف خاور نزدیک و مناطق مجاور آسیا و آفریقا بفرستد. مأموریت ویژه آنها در این سفر یافتن مکان اصلی تهیه دارچین و سایر ادویه‌ها و همین‌طور کشف سرزمین یوحنای کشیش معروف از طریق مسیرهای خشکی بود. در همان زمان بارتولومئو دیاس، از طریق دریا به مأموریتی رفته بود تا سرزمین یوحنا را بیابد و مسیر قاره آفریقا و مسیر دریایی به هند را از بین ببرد. کشور پرستر و همچنین پایان دادن به قاره آفریقا و مسیر اقیانوسی به هند.
سفر آنها در سانتارم در تاریخ ۷ می ۱۴۸۷ آغاز شد. کوویلیا و پایوا از جانب اسقف تنجه و دو ریاض‌دان یهودی به نام‌های رودریگو و مویزز دستور داشتند تا به این سفر بروند. این ریاضی‌دان‌ها از اعضای اصلی گروهی بودند که به دولت پرتغال توصیه کرده بودند تا پیشنهادهای کریستوف کلمب را نپذیرند. نقشه راهنمای خاورمیانه و اقیانوس هند به جهانگردانی که به این سفر می‌رفتند داده شد. این نقشه احتمالاً توسط فرا مائورو کشیده شده بود. آنها از سانترم به بارسلونا رفتند و از آنجا به ناپل رسیدند، جاییکه برات آنها توسط پسران کاسیمو دی مدیسی پرداخت شد. پس از آن آنها به رودز رفتند و برای اینکه در میان عرب‌ها شبیه تاجران به نظر بیایند مقدار عسل تهیه کردند و بعد از آن از طریق دریا به اسکندریه رفتند.
دو جهانگرد به دلیل ابتلا به تب شدید با قایقی به نیل در قاهره رفتند و پس از آن با کاروانی به صحرای الپورت و یواکین رفتند. آنها از طریق دریای سرخ به عدن رفتند، جاییکه بادهای موسمی در حال وزیدن بودند. آنها در همین‌جا از یکدیگر جدا شدند. کوویلیا به هند و پایوا به اتیوپی رفت. آنها با هم توافق کردند که بعداً یکدیگر را در قاهره ملاقات کنند.
کوویلیا یک کشتی یک دکله تجاری در امتداد اقیانوس هند به کالیکوت، مرکز خرید و فروش ادویه، گرفت. در سال ۱۴۸۸ او در گوا به سر می‌برد و بعدها به از طریق دریا به تنگه هرمز در دهانه خلیج فارس سفر کرد. در این سفر اکتشافی کوویلیا توانست اطلاعاتی دربارهٔ مسیرهای دریانوردی، بادها، جریان‌ها امواج دریایی، بنادر و سیاست سرزمین‌های مختلف جمع‌آوری کند. او از تنگه هرمز به سمت سواحل شرقی آفریقا حرکت کرد و در نهایت به سوفالا، دورترین نقطه از سرزمین اعراب در اقیانوس هند رسید. کوویلیا در سوفالا امکان دور زدن آفریقا را از طریق دریا و بهترین مسیر را به طرف سواحل شرقی آن، مورد بررسی قرار داد. در سال ۱۴۹۱ او به قاهره بازگشته بود و تا آن زمان موفق شده بود تا مسیرهای تجاری اصلی اقیانوس هند را مورد بررسی قرار دهد.
او پس از بازگشت به قاهره مطلع شد که پایوا در مسیر اتیوپی درگذشته است. در همین زمان پادشاه ژوائو دوم دو پرتغالی یهودی، خاخام آبراهام به‌جا و خوزه ساپاتیرو، کفش‌دوز اهل لامگو را فرستاده بود تا نامه‌ای را برای دستورالعمل‌های جدید به دست کوویلیا و پایوا برسانند. پادشاه در این نامه به هر دو نفر دستور داده «تا زمانی که دربارهٔ یوحنای کشیش را نیافته‌اند» به لیسبون بازنگردند. کوویلیا از طریق خوزه ساپاتیرو جواب نامه را با گزارشی دربارهٔ سفرهایش به هندوستان و آفریقا فرستاد و در این گزارش دربارهٔ تجارت دارچین، فلفل سیاه و ادویه میخک در کالیکات نوشت و توصیه‌هایی را هم دربارهٔ مسیر اقیانوسی به هند به آن اضافه کرد. کوویلیا در گزارش توصیه کرد که پرتغالی‌ها باید مسیر شمال را در امتداد سواحل آفریقا و دریاهای گینه طی کنند. او این مورد را هم اضافه کرد که اولین هدف در اقیانوس شرقی، ماداگاسکار است و اینکه از این جزیره می‌توان به کالیکات رسید.

## اتیوپی
خوزه به همراه این اطلاعات به پرتغال بازگشت و کوویلیا هم در همین زمان با آبراهام با دوباره به عدن و هرمز رفت. او در هرمز از خاخام جدا شد و به جده رفت. جده در آن زمان ورودی اصلی سرزمین عربستان بود. او سال‌ها بعد به فرانسیسکو آلوارز گفت که حتی به مکه و مدینه هم رسیده‌است. کوویلیا در نهایت از طریق ماونت سینای، الطور و از طریق دریای سرخ به زیلا رسید؛ جاییکه به درون آن سفر کرد و به دربار یوحنای کشیش در اتیوپی رسید.
در آنجا امپراتور اتیوپی از او به گرمی استقبال کرد؛ زمین و عناوینی به او اعطا شد. اما اسکندر به او اجازه خروج نداد و جانشینان او هم به او چنین اجازه‌ای نداند. طبق گفته‌های جیمز بروس، کوویلیا ارتباط و همکاری خود را با پادشاه پرتغال حفظ کرد او اتیوپی را به عنوان منطقهٔ «پر جمعیت و پر از شهرهای قدرتمند و غنی» توصیف نمود.
در سال ۱۵۰۷، ژوائو گومز به کوویلیا ملحق شد. گومز کشیشی بود که از طرف تریستائو دا کونا فرستاده شده بود. او قبلاً از راه سقطرا به اتیوپی رسیده بود. زمانی که سفارت پرتغال که تحت نظر رودریگو دی لیما اداره می‌شد و سفیر اتیوپی هم در همان‌جا اقامت داشت، به همراه مبلغ فرانسیسکو آلوارز در سال ۱۵۲۰ وارد اتیوپی شدند. کوویلیا پس از دیدن هموطنانش از شدت خوشحالی اشک ریخت. در آن زمان، چهل سال بود که او از پرتغال خارج شده بود و بیش از سی سال بود که او از زندانیان سیاسی اتیوپی بود. آلوارز که ادعا می‌کرد او را خوب می‌شناسد و داستان زندگی‌اش را شنیده‌است، تواناییی او برای توصیف پر از تجربیاتش تحسین می‌کرد، انگار که این جزئیات در مقابل چشمانش است. و هم دانش بی‌نظیرش دربارهٔ زبان‌های مسیحیان، مسلمانان و غیر یهودی‌ها را اینکه خدمات کوویلیا به عنوان مترجم برای سفارت رودریگو د لیما بسیار ارزشمند بوده‌اند. با کوویلیا در آنجا برخورد خوبی می‌شد اما او هیچ وقت اجازه خروج را پیدا نکرد و در همان‌جا درگذشت.

## نتایج سفرهای او

### کشف مسیر اروپا به هند و تجارت جدید اروپا
سفرهای فراوان کوویلیا در دنیای قرون وسطی شامل سفر به سرزمین‌های اسپانیا، مراکش، ایتالیا، یونان، قاره، سودان، یمن، عربستان سعودی، هند، موزامبیک، ایران، اریتره و اتیوپی است. این سفرها به همراه دستاوردهای دریایی بارتولومی دیاس، راه را برای سفرهای اکتشافی بعدی پرتغال هموار کردند از جمله یافتن مسیر دریایی به هند که توسط واسکو دا گاما در سال ۱۴۹۷ انجام شد، یکی از مهم‌ترین سفرها بود.

### ارتباط با اتیوپی و مسیحی کردن آن
ورود کوویلیا به اتیوپی برای یافتن یوحنای کشیش یا پرستر جان نقطه شروع ارتباط میان پرتغال و اتیوپی شد که با دعوت رسمی از پرتغال برای میانجیگری در امور امپراتوری اتیوپی در جنگ اتیوپی و عدل در سال ۱۵۴۱ آغاز شد. حضور دائمی پرتغال در اتیوپی باعث ورود مبلغان انجمن عیسی به آنجا شد. اگرچه میزان موفقیت آنها برای ترغیب مردم به گرویدن به مسیحیت کاتولیک با فراز و نشیب‌هایی همراه بود. از زمان سکونت مبلغان در شهر فرمونا، در نهایت توانستند در قرن ۱۷ دین امپراتورهای اتیوپی زا دنگل و سوسنیوس را تغییر دهند، اما همین اتفاق باعث قیام و شورش‌های ویرانگر علیه قوانین کاتولیک شد. با کناره‌گیری سوسنیوس اول به نفع پسرش فاسیلیدس در سال ۱۶۳۱، مبلغان از کشور بیرون رانده شدند و همین اتفاق باعث شد که تا قرن‌ها ارتباط خاصی میان اتیوپی و اروپا وجود نداشته باشد.